# Górka (Ostróda)
Górka (deutsch Bergheim) ist ein Ort in der polnischen Woiwodschaft Ermland-Masuren. Er gehört zur Gmina Ostróda (Landgemeinde Osterode in Ostpreußen) im Powiat Ostródzki (Kreis Osterode in Ostpreußen).

## Geographische Lage
Górka liegt am Ostufer des Kleinen Zehmen-Sees (polnisch Jezioro Sement Mały) im Süden des Kreuzes Ostróda Południe (Ostróda Süd) der Schnellstraßen S 5 und S 7 und der Landesstraße 16. Bis zur Kreisstadt Ostróda (deutsch Osterode in Ostpreußen) sind es vier Kilometer in nordwestlicher Richtung.

## Geschichte
Der kleine Gutsort Bergheim mit seiner 350 Meter westlich liegenden Ziegelei hieß bis zum 7. Juli 1890 Abbau Richert. Bis 1945 war er ein Ortsteil der Stadt Osterode i. Ostpr.

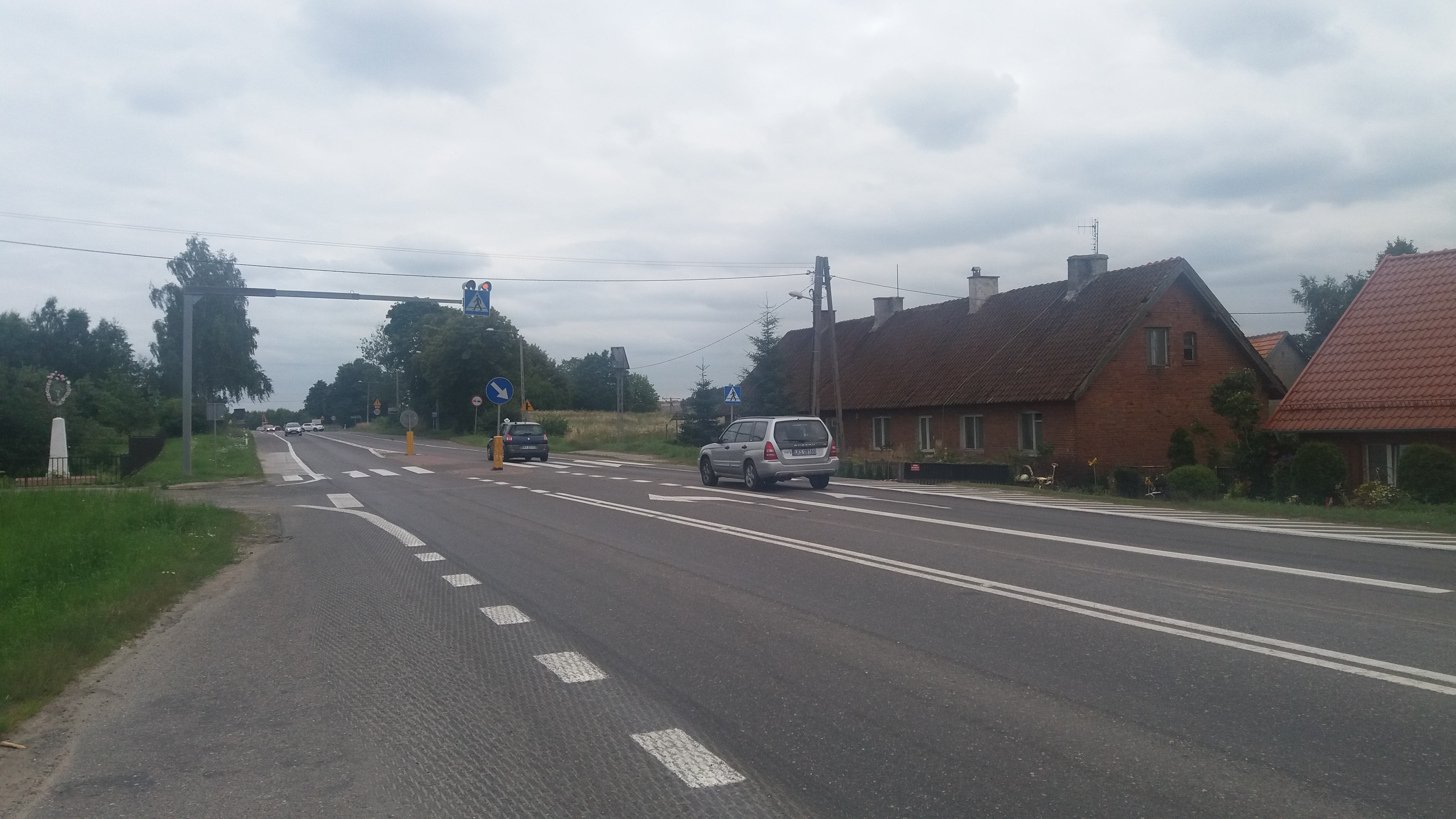
Ortsdurchfahrt Górka

Als 1945 in Kriegsfolge das gesamte südliche Ostpreußen an Polen überstellt werden musste, erhielt Bergheim die polnische Namensform „Górka“ (deutsch „Hügel“) und wurde aus der Stadt Ostróda ausgegliedert. Mit dem Sitz eines Schulzenamtes (polnisch Sołectwo) ist Górka heute eine Ortschaft der Gmina Ostróda (Landgemeinde Osterode in Ostpreußen) im Powiat Ostródzki (Kreis Osterode in Ostpreußen), bis 1998 der Woiwodschaft Olsztyn, seither der Woiwodschaft Ermland-Masuren mit Sitz in Olsztyn (Allenstein) zugehörig. Im Jahre 2011 zählte Górka 168 Einwohner.

## Kirche
Bis 1945 war Bergheim in die evangelische Neue Stadtkirche Osterode in der Kirchenprovinz Ostpreußen der Kirche der Altpreußischen Union sowie in die römisch-katholische Pfarrkirche Osterode eingepfarrt.
Der kirchliche Bezug Górkas zur Kreisstadt Ostróda ist geblieben. Die evangelische Gemeinde gehört heute zur Diözese Masuren der Evangelisch-Augsburgischen Kirche in Polen, die katholische Gemeinde nun zum Erzbistum Ermland.

## Verkehr
Górka liegt am Abschnitt Ostróda–Rychnowo (Osterode–Reichenau) der einstigen deutschen Reichsstraße 130, der heute eine Verbindung zwischen der Landesstraße 16 und der Woiwodschaftsstraße 542 herstellt. Ein Bahnanschluss existiert nicht.